# Automobilwerk Eisenach

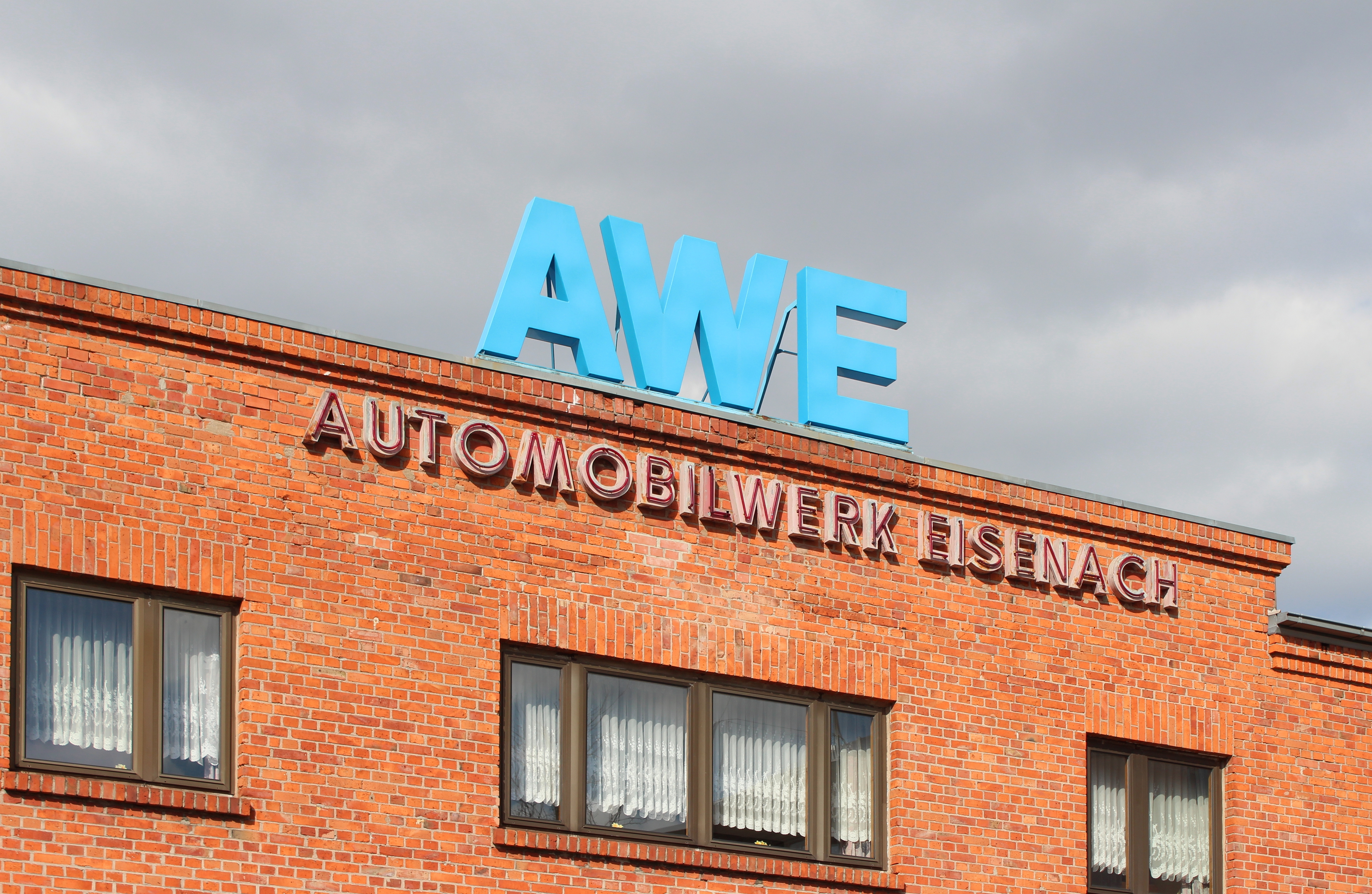
AWE-Schriftzug am Portal des ehemaligen Automobilwerkes Eisenach

Der VEB Automobilwerk Eisenach (kurz AWE) war ein Automobilhersteller im thüringischen Eisenach. Das 1896 als Fahrzeugfabrik Eisenach gegründete Werk wurde 1928 von den Bayerischen Motoren Werken übernommen und nach dem Zweiten Weltkrieg verstaatlicht. 1953 erhielt das Werk den endgültigen Namen VEB Automobilwerk Eisenach und produzierte ab 1955 den Wartburg. 1991 wurde das Unternehmen von der Treuhandanstalt geschlossen. Gleichzeitig eröffnete Opel ein Werk in Eisenach, das die Tradition der Autoindustrie in der Stadt fortführt.

## Geschichte

### Fahrzeugfabrik Eisenach

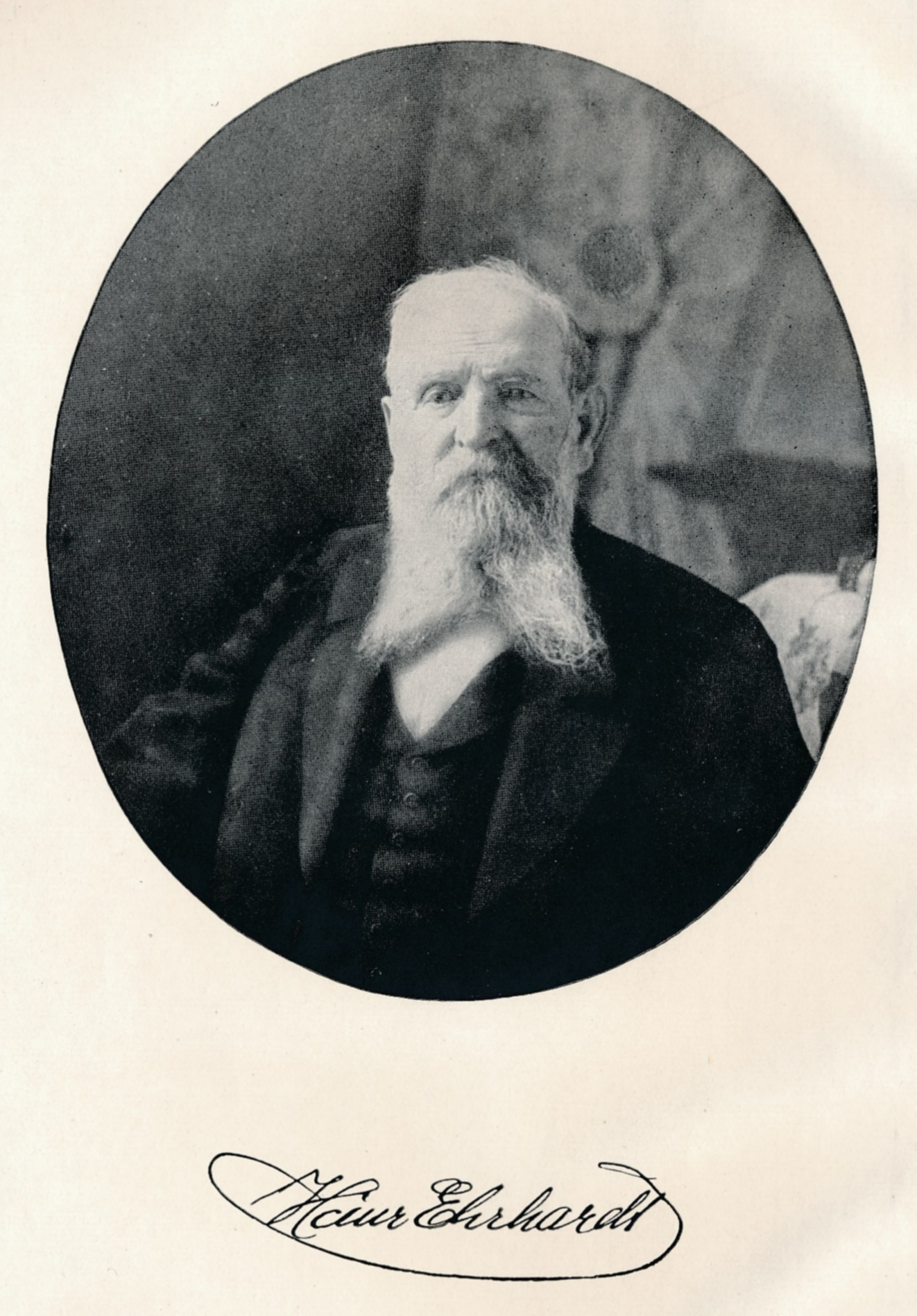
Firmengründer Heinrich Ehrhardt (ca. 1922)

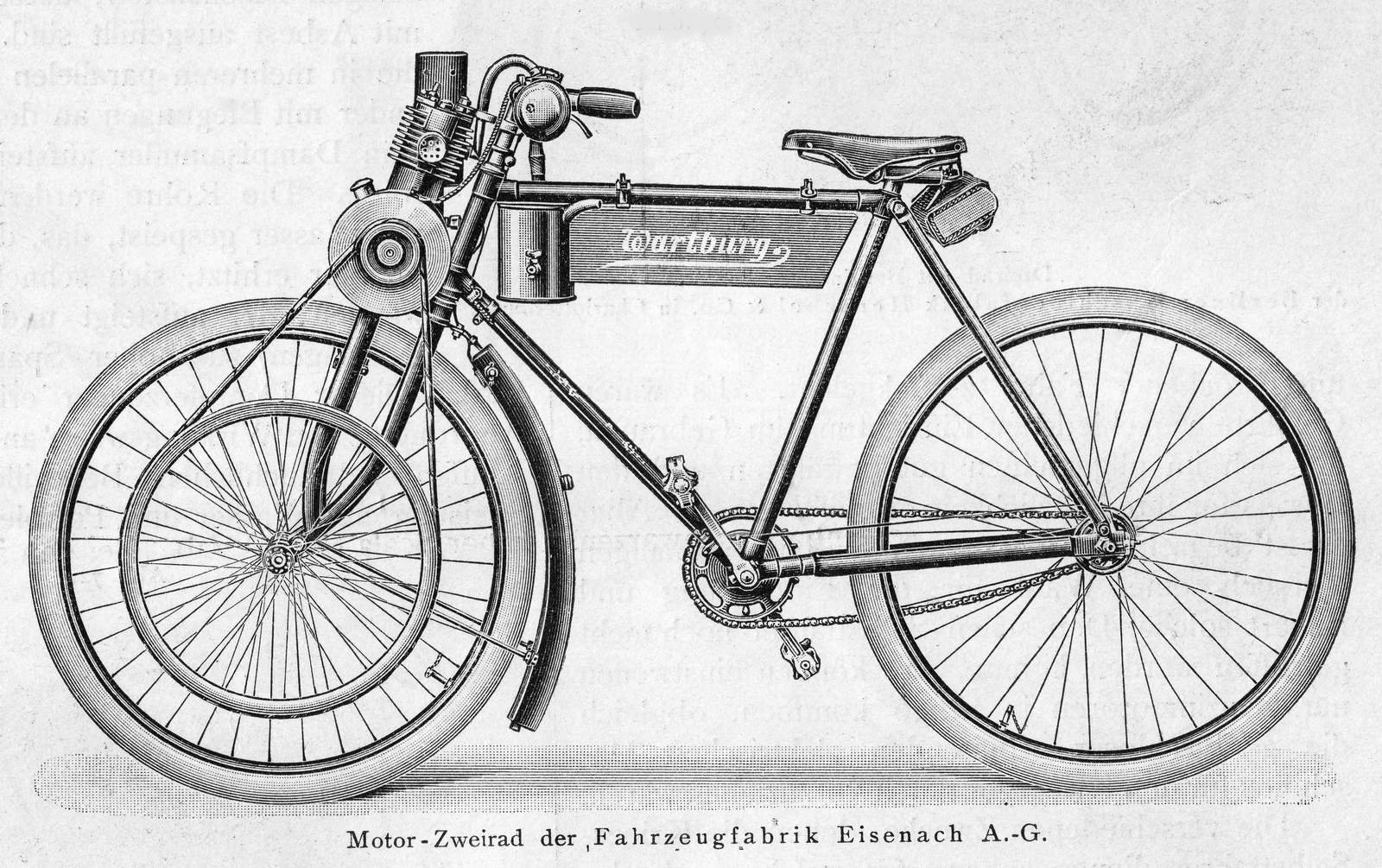
Motor-Zweirad „Wartburg“ 1899

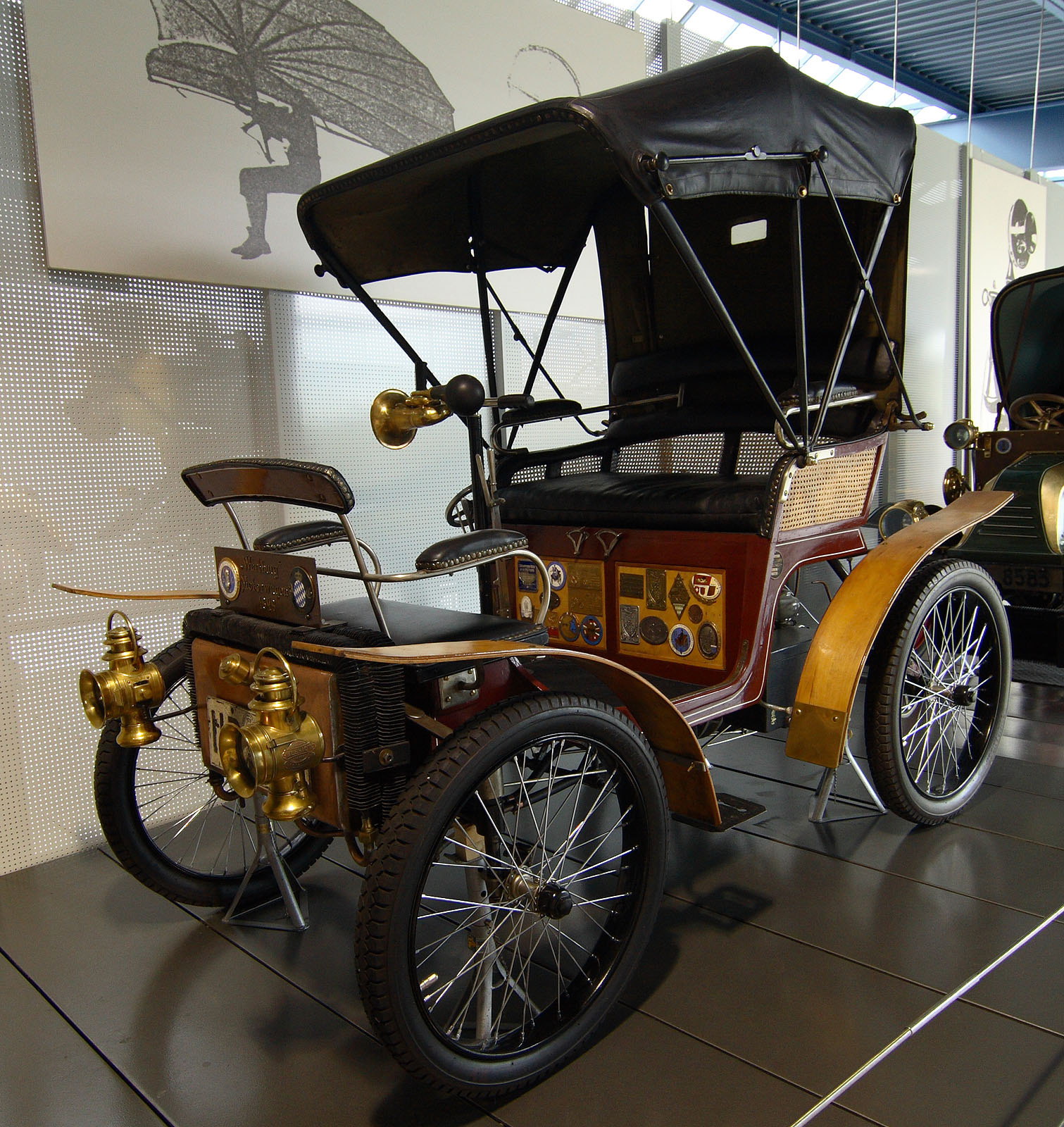
Wartburg-Motorwagen 1898

Wartburg-Motorwagen. Eine Anzeige der Fahrzeugfabrik Eisenach aus dem Jahre 1902

Am 3. Dezember 1896 gründeten im Büro des Eisenacher Justizrats Dr. Max Wernick, Bornstraße 2, der Industrielle Heinrich Ehrhardt, sein Sohn Gustav Ehrhardt und Vertreter eines Bankenkonsortiums die Fahrzeugfabrik Eisenach (FFE) als Aktiengesellschaft mit einem Stammkapital von 1.500.000 Mark.
Zur Gründung des Unternehmens in Eisenach kam es, als die preußische Militärverwaltung Ehrhardt, die sich zuvor bereits als Heereslieferant einen hervorragenden Ruf erworben hatte, einen zusätzlichen Großauftrag über 1.000 bespannte Militärfahrzeuge (Munitions- und Sanitätsfahrzeuge, Feldküchen, Protzen) zugebilligt hatte und die bereits bestehenden Werke im Rheinland und in Zella-Mehlis nicht über ausreichende Kapazitäten verfügten.
Ein von der Familie Ehrhardt in Eisenach erworbenes Wiesengrundstück wurde als Fabrikstandort gewählt, die eigentliche Bestimmung des Werks wurde noch verschwiegen und nach dem Jahreswechsel 1897 wurden bis zu 1.000 Bauarbeiter und Hilfskräfte angeworben. Anfang März 1897 wurde mit dem Aufbau der ersten Fabrikgebäude – zunächst für eine Fahrradfabrikation – in der Sedanstraße am nördlichen Stadtrand von Eisenach begonnen. Der Eisenacher Gewerbeverein sah in dieser Betriebsgründung zunächst mehrheitlich eine Bedrohung und ein großes Hemmnis für die Stadtentwicklung; man befürchtete Teuerung, Wohnungsnot und politische Unruhen. Am 11. August 1897 kamen in Eisenach mit einem Sonderzug Maschinen, Werkzeuge, Materialien und fast 200 ausgewählte Fabrikarbeiter aus den Ehrhardt’schen Werken im Raum Zella-Mehlis an; bereits am Folgetag begann die Fahrradproduktion in Serienfertigung. Da jedoch die vom Werksdirektor Gustav Ehrhardt versprochenen Unterkünfte für die Arbeiter nicht vorhanden waren, traten 160 Arbeiter am 24. August 1897 in den ersten Streik. Die Fabrikleitung musste sich zudem bis in den Dezember 1897 auch juristisch gegen die Eisenacher Einzelhändler und Fuhrunternehmer zur Wehr setzen, die aus der Notsituation ihren Profit ziehen wollten.
Nachdem zunächst Maschinenteile, Geschütze und Fahrräder der Marke Wartburg hergestellt worden waren, folgte bereits 1898 die Produktion des ersten Wartburg-Motorwagens. Dieser entsprach dem französischen Zweizylinder-Personenwagen von Decauville, für den Heinrich Ehrhardt die Lizenz erworben hatte. Ehrhardts Sohn Gustav leitete das Werk in Eisenach, das schon Ende des 19. Jahrhunderts mit 1.300 Arbeitern zu den Großbetrieben in Thüringen gehörte.
Um den Absatz der „Benzinkutschen“ und Automobile zu steigern, beteiligten sich viele Hersteller an Wettfahrten, die auch als Zuverlässigkeitsprüfungen bewertet wurden. 1899 konnte der Wartburg-Motorwagen 22 Goldmedaillen, Pokale und Erste Preise gewinnen. Die Geschwindigkeit des Fahrzeugs war durch technische Verbesserungen von zunächst 40 auf 60 km/h gesteigert worden. Mit einem speziell konstruierten zweisitzigen Wartburg-Rennwagen gewann die Fahrzeugfabrik 1902 das international besetzte Rennen von Frankfurt am Main; der 22 PS starke, wassergekühlte Vierzylinder-Motor ermöglichte eine Renngeschwindigkeit von maximal 120 km/h.
1903 trat Gustav Ehrhardt nach finanziellen Verlusten und Meinungsverschiedenheiten mit den Hauptaktionären von der Firmenleitung zurück; 1904 folgte ihm sein Vater, der die Rechte an der Decauville-Lizenz mitnahm.
1904 gab die Fahrzeugfabrik Eisenach den Markennamen Wartburg auf. Die Produkte erhielten den neuen Markennamen Dixi, der aus dem Lateinischen stammt und „Ich habe gesprochen“ bedeutet. Für die technische Entwicklung der neuen Modelle „Dixi“ zeichnete jetzt der Chefkonstrukteur Willy Seck verantwortlich.
Dixi-Automobile wie beispielsweise als Flaggschiff der Vierzylindertyp Typ „U 35“ von 1907 mit 7.320 cm³ Hubraum, über 65 PS Leistung und 85 km/h Höchstgeschwindigkeit zählten bald zu den renommiertesten Wagen und schufen sich durch ihre hohen Fahrleistungen und ihre Zuverlässigkeit einen guten Ruf. Das Dixi-Modellprogramm enthielt hauptsächlich mittelstarke und beinahe vorwiegend große, repräsentative PKW.
Nach Beginn des Ersten Weltkrieges wurde die Produktion ganz auf Kraftwagen und Anhänger für das Militär umgestellt: Heereslastwagen, Munitionswagen, Sanitätskraftwagen, Protzen, Feldgeschütze, Lafetten und Ähnliches. Mit dem Ende des Krieges endete auch die Rüstungsproduktion; es drohten auch in Eisenach Massenentlassungen und politische Unruhen. Die Werksleitung unter Direktor Rauh versuchte 1919 den drohenden Konkurs der Firma durch Lohnkürzungen und Entlassungen hinauszuzögern, doch die Eisenacher Gewerkschafter und Mitglieder der Kommunistischen Partei organisierten im Jahresverlauf Warnstreiks und Protestversammlungen, an denen sich auch die Angestellten und Mitarbeiter der Verwaltung beteiligten. Zudem begannen Beauftragte der Alliierten Kontrollkommission in Eisenach mit der Demontage von Maschinen und Anlagen. Ende 1919 wurde mit einem ausgewählten Teil der Arbeiter die zivile Automobilproduktion wieder aufgenommen. Im März 1920 griff der Kapp-Putsch in Thüringen auch auf die Eisenacher Region über. Im Mai 1921 kam es aufgrund einer wirtschaftlichen Krise zur Fusion der Fahrzeugfabrik Eisenach AG mit der Gothaer Waggonfabrik AG. Das Werk firmierte fortan unter dem Namen „Fahrzeugfabrik Eisenach, Zweigniederlassung der Gothaer Waggonfabrik AG“.
Der Konkurrenzkampf sowie die allgemeine Wirtschaftsmisere erforderten die Abkehr von großen Modellen. Die Marke Dixi vollzog daher 1927 einen Wechsel der Modellpolitik hin zum Kleinwagen, in dessen Folge mit dem Kleinwagen 3/15 DA 1 auf eine Lizenzproduktion des seit 1922 in England erfolgreich gefertigten zweisitzigen Austin 7 zurückgegriffen wurde – ein einfaches, kleines Fahrzeug mit Vierzylindermotor und dem Erscheinungsbild eines richtigen Automobils. Der Lizenzvertrag mit der Austin Motor Company galt für Produktion und Vertrieb zwischen dem 1. Januar 1927 und dem 31. Dezember 1932.
Die einsetzende Depression und Weltwirtschaftskrise erschütterte auch den deutschen Automobilbau; es kam zu zahlreichen Firmenzusammenbrüchen und -fusionen. Nach dem Tod des Hauptaktionärs Luis Strupp und der kurzfristigen Übernahme durch seinen Neffen, Bankdirektor Ludwig Fult, gelangte das Unternehmen als Sanierungsfall in die Hände der Berliner Diskontbank. Diese hatte den Auftrag, mit den Stadtverwaltungen in Gotha und Eisenach einen Sanierungsplan auszuarbeiten, der aber von beiden Stadtverwaltungen entschieden abgelehnt wurde. Es drohte der sofortige Konkurs. In dieser Notlage gelang es dem in Berlin ansässigen Börsenspekulanten Jacob Schapiro, das Unternehmen zu erwerben. Schapiro bekam auch die Aktienmehrheit der Gothaer Wagonfabrik und veranlasste die Fusion mit der Berliner Cyklon Maschinenfabrik. Es entstanden große finanzielle Verluste, was noch 1928 zum Verkauf beider Werke führte, um eine Zahlungsunfähigkeit abzuwenden.
Im November 1928 erwarb die Bayerische Motoren Werke AG, die damit in die Automobilproduktion einstieg, die Fahrzeugfabrik Eisenach („Dixiwerke“) für 800.000 Reichsmark in BMW-Aktien und 800.000 Reichsmark in bar von der in finanzielle Schwierigkeiten geratenen Gothaer Waggonfabrik. Diese Übernahme war mit der Entlassung von 1.430 Arbeitern und Angestellten im Jahr 1929 verbunden, die nun auf Sozialhilfe angewiesen waren.

### BMW Zweigniederlassung Eisenach

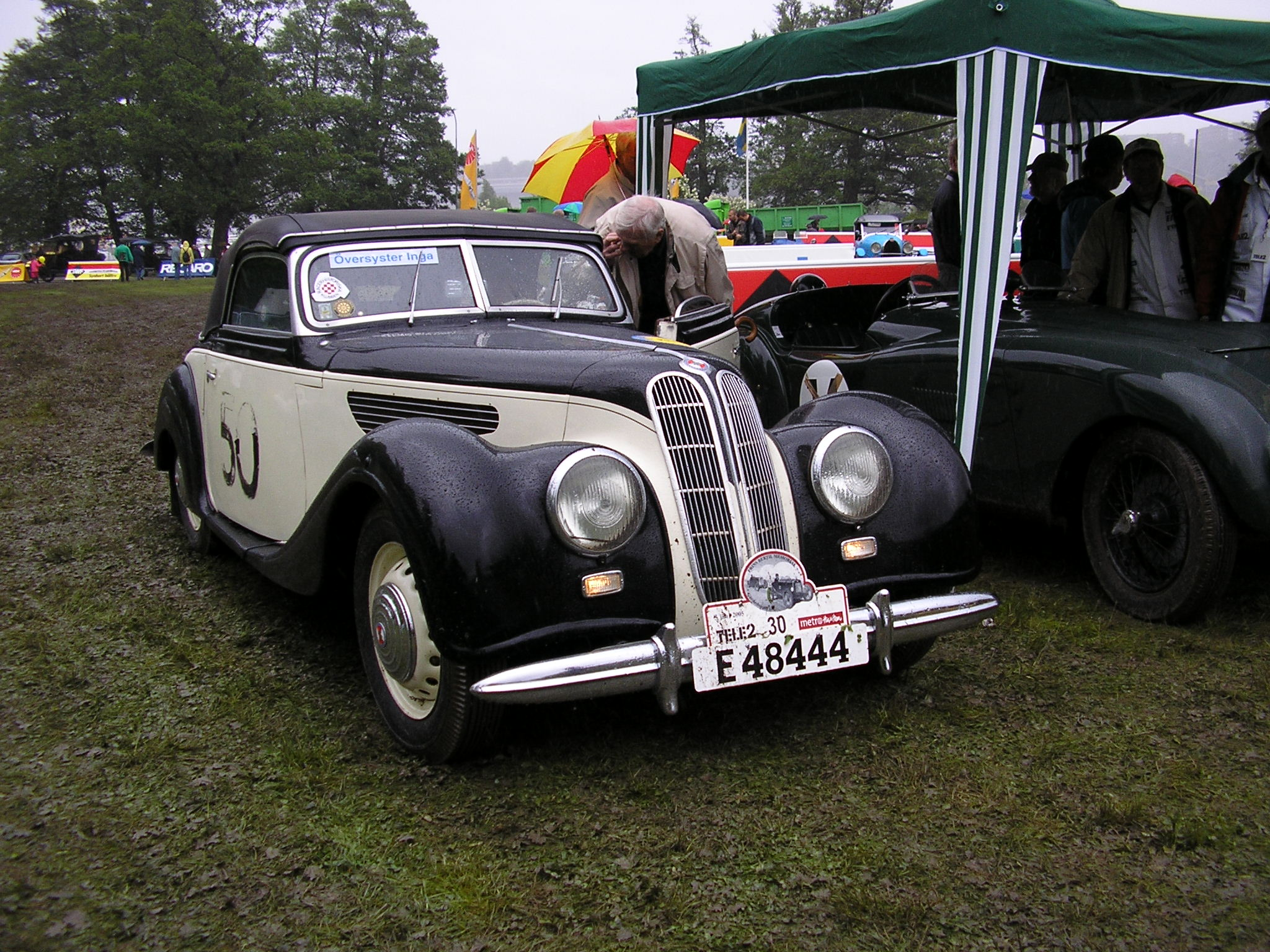
EMW 327 (mit weiß-rotem Emblem)
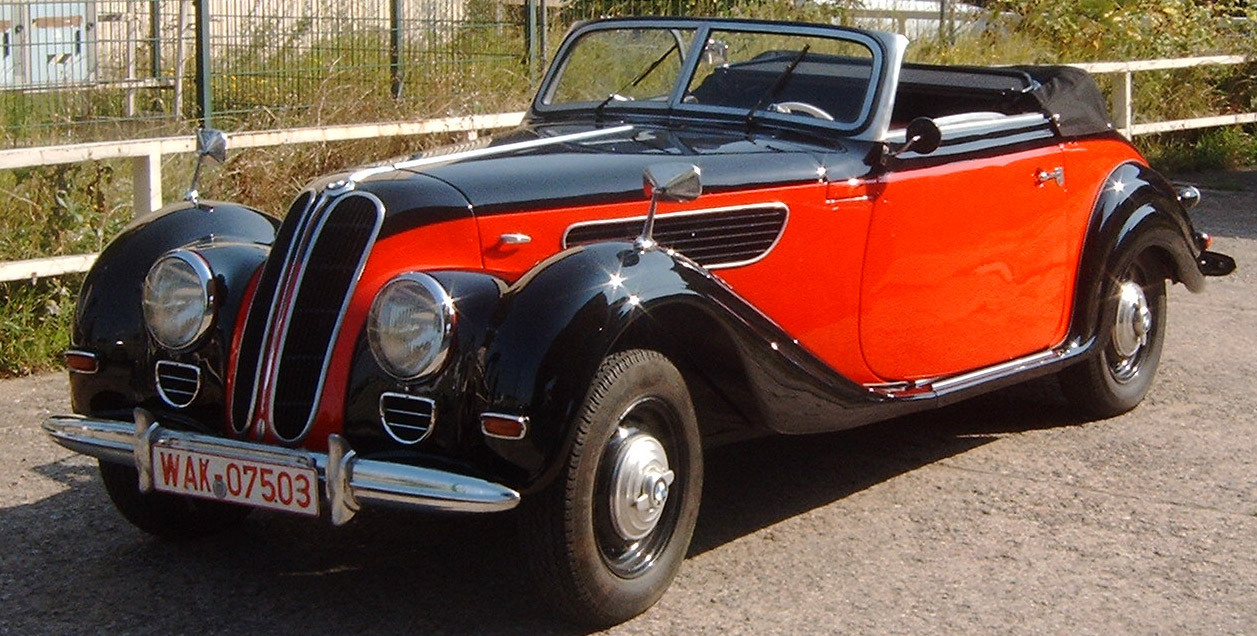
BMW/EMW 327 auf dem alten AWE-Werksgelände
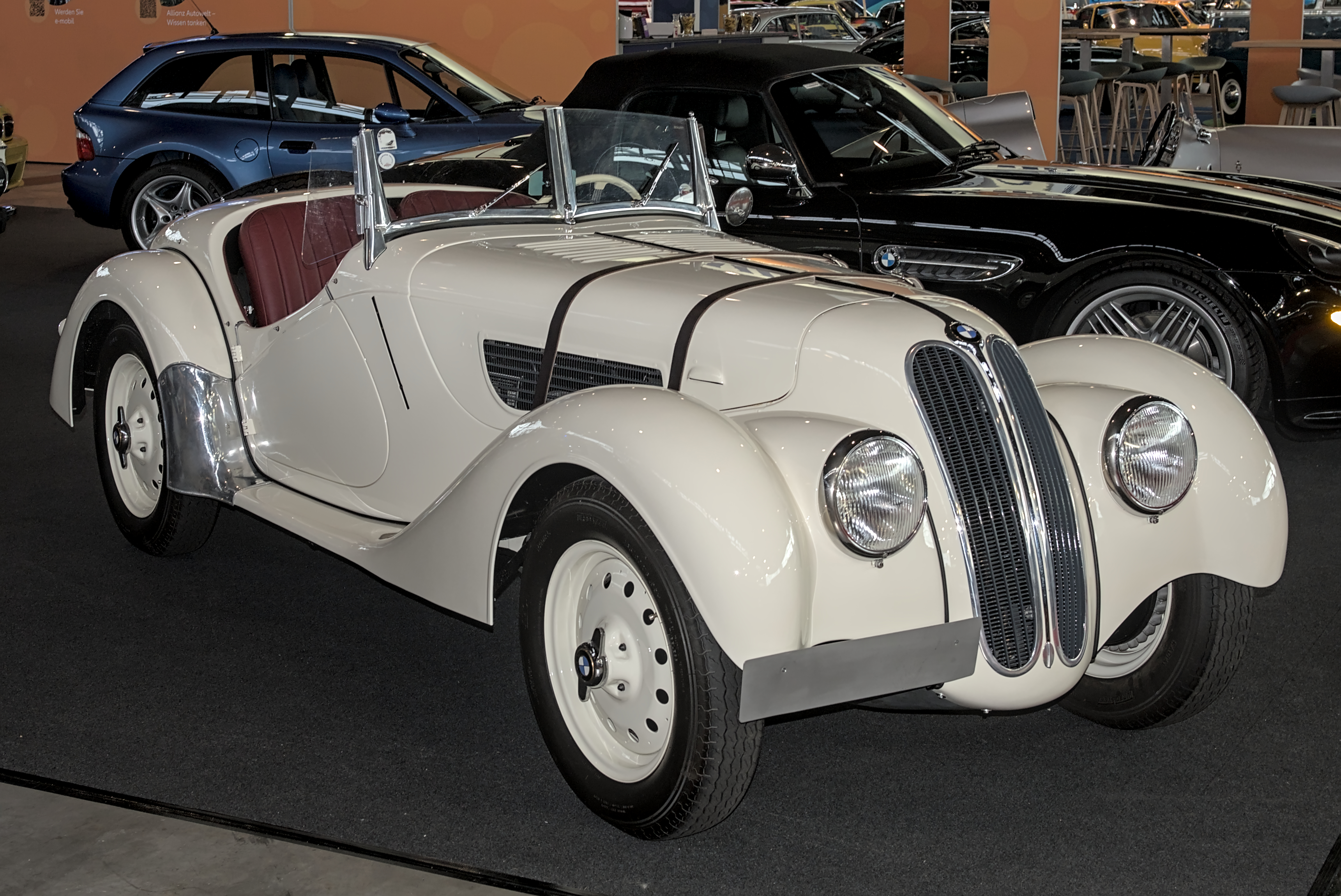
Wurde in Eisenach hergestellt: BMW 328

Als „BMW Zweigniederlassung Eisenach“ endete 1928 die Selbstständigkeit und damit später die bekannte Marke „Dixi“. Der populäre neue Dixi 3/15 wurde in BMW 3/15 PS umbenannt. Der Name erklärt sich durch die Motorleistung von 15 PS. Die 3 ergab sich aus einer komplizierten Berechnung der damals üblichen Steuer-PS. Beim 3/15 ergab die Berechnung über Hubraum und Zylinderzahl den Wert 2,84 – aufgerundet eben 3. 1931 erfolgte bereits die Produktion des 25.000. Kleinwagens vom Typ BMW 3/15, der in vier Modellen (DA 1 bis DA 4) gebaut wurde. 1932 ließ BMW den Lizenzvertrag mit Austin wenige Wochen vor der Einführung des eigenen 3/20 AM-1 auslaufen. Dieser wurde in mehreren Stufen weiterentwickelt und bis 1934 als AM-4 gebaut.
1933 wandte sich BMW von der wenig rentablen Kleinwagenproduktion ab und begann die Entwicklung und Produktion neuer Automobiltypen mit 6-Zylinder-Motoren zwischen 1,2 und 3,5 Litern Hubraum. Das erste Fahrzeug dieser Baureihe war das Cabrio BMW 303.
Ab 1933 wurde das Werksgelände entlang der Hörsel massiv erweitert; unter anderem die große Fertigungshalle O1 sowie die heute vom Automobilmuseum genutzten denkmalgeschützten Gebäude O2 und O5 entstanden in dieser Zeit. Zur Erweiterung in östliche Richtung erwarb BMW unter anderem in mehreren Schritten Teile der Außenanlagen der früheren Zigarrenfabrik an der Fischweide, die heutige Friedrich-Naumann-Straße wurde in das Werksgelände einbezogen. Zur Unterbringung seiner wachsenden Anzahl von Mitarbeitern veranlasste der Konzern 1934 die Errichtung eines Wohnquartieres im Norden des Stadtgebietes, der heute unter Denkmalschutz stehenden so genannten BMW-Siedlung.
In der Folgezeit wurden bis 1941 so bekannte Typen wie BMW 315, BMW 319, BMW 326, BMW 327, BMW 335 oder der elegante und erfolgreiche Sportwagen BMW 328 mit einer Gesamtstückzahl von 62.864 in Eisenach hergestellt.
Die Münchener Konzernleitung bestand neben der wirtschaftlichen Fertigung auch auf einer höchstmöglichen Qualität der Fahrzeuge. Daher bezog das Werk aus dem süd- und westdeutschen Raum zahlreiche Zubehörteile und Komponenten namhafter Hersteller sowie die neuesten Maschinen und technischen Anlagen. Auch die Karosseriefertigung war ausgelagert worden – in Berlin produzierte das Presswerk Ambi-Budd bis zum Kriegsende 1945 die benötigten Blechteile, danach lag das Werk in der sowjetischen Besatzungszone und wurde komplett demontiert. Die Presswerkzeuge für die BMW 321/326 gelangten jedoch noch im Winter 1945/46 nach Eisenach, wo die Wagen zunächst als BMW 321 weitergebaut wurden. 1952 kam der Nachfolge-Typ 340 auch noch als BMW auf den Markt; erst im weiteren Verlauf wurde daraus der EMW 340.
Wegen der Konzentration der Flugmotorenentwicklung in München wurde im Zweiten Weltkrieg die gesamte Motorradfertigung ins Werk Eisenach verlegt. Daher erfolgte dort 1941 die Einstellung der Automobilfertigung, und die Kriegsproduktion von Motorrädern begann. Die in Eisenach aufgebaute Flugmotorenfertigung wurde im Januar 1937 vom neuen Werk Dürrerhof der im Oktober 1936 mit Beteiligung des Reiches gegründeten Flugmotorenfabrik Eisenach GmbH, Eisenach (ab Dezember 1939 nach Übernahme der staatlichen Anteile BMW Flugmotorenfabrik Eisenach GmbH) übernommen. Am 20. Juli 1944 erfolgte das erste Flächenbombardement alliierter Bomberstaffeln; bereits bei diesem Angriff wurden zahlreiche Zivilgebäude im Stadtgebiet, die sich in der Umgebung der beiden Werksteile befanden, zerstört. Noch dreimal, am 11. und 13. September 1944 sowie am 9. Februar 1945, wurden die BMW-Werksanlagen bei Eisenach sowie die Infrastruktur der Stadt (Eisenbahn, Autobahn, Elektrizitätsnetze) und die militärischen Objekte am Stadtrand bombardiert, hinzu kamen vereinzelte Angriffe mit Bordwaffen durch Jagdflieger.
Das bereits schwer beschädigte Werk sollte laut Führerbefehl im April 1945 gesprengt werden, um es nicht in die Hände der US-Amerikaner fallen zu lassen. Am 6. April rückten amerikanische Panzer in Eisenach ein, bevor es zur Sprengung kommen konnte.

### Kriegsende und Enteignung
Luftbild des kriegszerstörten Werkes, 1945

Link zum Bild

Am Ende des Zweiten Weltkriegs 1945 war das BMW-Werk in Eisenach zu 60 Prozent zerstört, die Maschinen waren jedoch rechtzeitig zusammen mit Teilebeständen in den umliegenden Schächten der Kali-Bergwerke eingelagert worden. Als Folge der Kriegswirtschaft waren alle Materialvorräte erschöpft; bei den ersten Produktionsanläufen mussten daher auch Holzteile für Karosseriebauteile verwendet werden. Die BMW-Werksleitung war im Juni mit den abziehenden Amerikanern davongezogen; die angedachte Bergung der eingelagerten Maschinen war in dieser kurzen Zeit nicht zu realisieren. Im Werk eintreffende ehemalige Mitarbeiter und Freiwillige begannen mit der Enttrümmerung und dem Herstellen von „dringenden Bedarfsgütern“; sie erhielten damit Anspruch auf Lebensmittelkarten. Im Juli 1945 waren 578 Mitarbeiter im Werk beschäftigt, im Juli 1946 waren es bereits 2576 Personen.
Am 3. Juli 1945 wurde Thüringen Teil der sowjetischen Besatzungszone und das BMW-Werk Eisenach umgehend beschlagnahmt. Da die Demontage des Werkes und der Abtransport in die Sowjetunion vorgesehen war, führte Albert Seidler (Leiter der Motorradproduktion) als Zeugnis für die Leistungskraft der Eisenacher Automobilbauer dem Oberbefehlshaber der Sowjetischen Militäradministration in Deutschland Marschall Georgi Schukow eine BMW-321-Limousine vor und tatsächlich verlangte Schukow den Bau von fünf neuen Wagen. Auch BMW-Motorräder waren in der Sowjetunion hoch angesehen (schon die M-72 entstand nach Plänen der BMW R 71), und so wurde befohlen, aus den eingelagerten Teilen Motorräder zu fertigen. 220 Stück „R 35“ konnten zusammengebaut werden, die von sowjetischer Seite erprobt und für gut befunden wurden. Nach Erlass des SMAD-Befehls Nr. 93 vom 13. Oktober 1945 zur „Sicherstellung der Herausbringung der neuen Personenkraftwagen und Motorräder in der Fahrzeug- und Maschinenfabrik Thüringen“ wurde die Demontage des Werkes gestoppt und im November 1945 die Produktion zur Reparationsleistung an die Sowjetunion wieder aufgenommen. Gefordert waren jeweils 3000 PKW des Typs „326“ und Motorräder des Typs „R 35“.
Durch Verfügung des Landespräsidenten Thüringens wurden im September 1945 alle Betriebsanlagen enteignet.

### Eisenacher Viertakter nach 1945

Das EMW-Logo
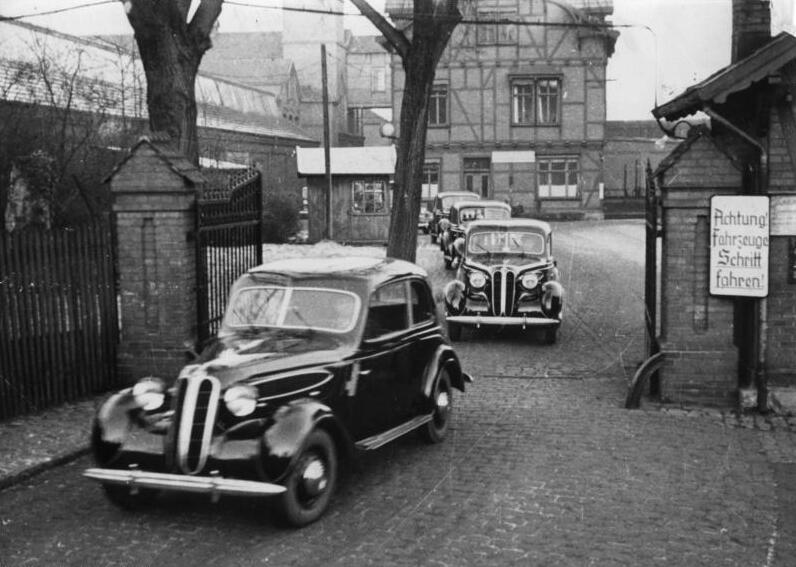
BMW 321 verlassen das Eisenacher Werksgelände, Dezember 1948
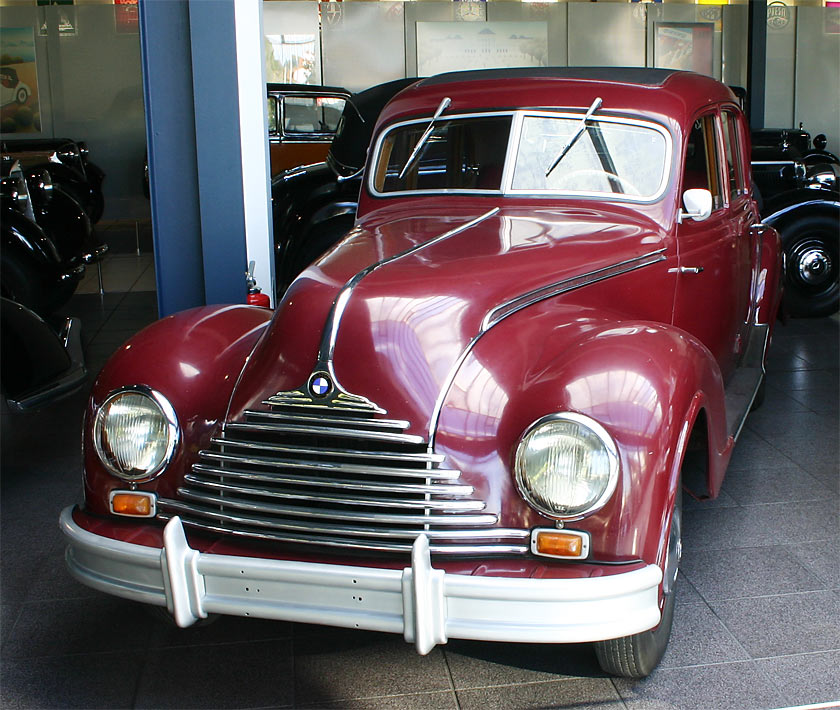
BMW 340 Limousine, mit weiß-blauem BMW-Zeichen
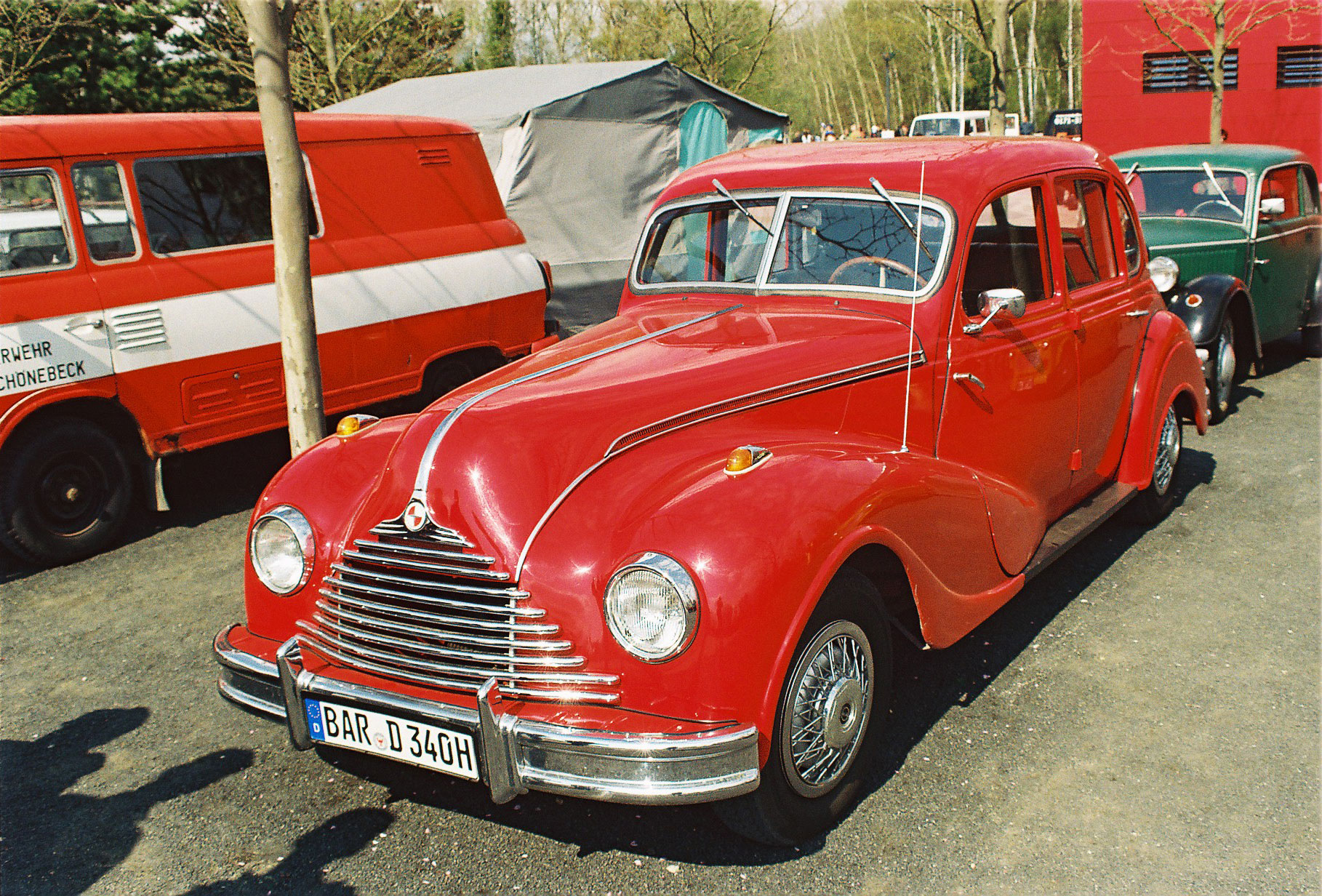
Die vormalige BMW-340-Limousine, jetzt mit weiß-rotem Firmenzeichen als EMW 340
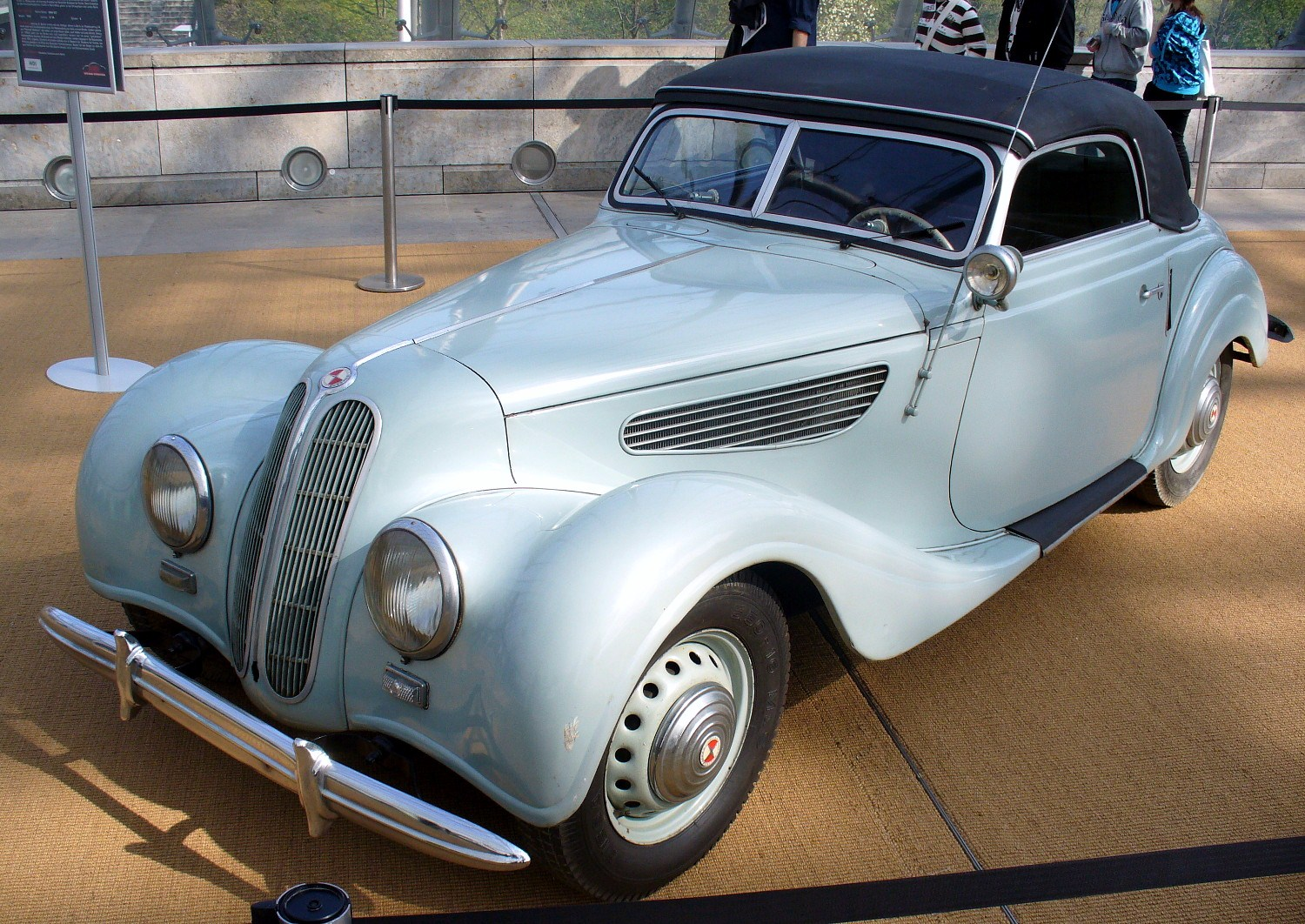
EMW 327 Cabriolet

Nach dem Zweiten Weltkrieg wurde das thüringische Pkw-Werk von der Sowjetischen Militäradministration in Deutschland enteignet und die Fahrzeugfabrik Eisenach ab dem 15. September 1946 als Sowjetische Aktiengesellschaft AWTOWELO weitergeführt. Problematisch war der Verlust an Facharbeitern und Ingenieuren. Vor der Wiederaufnahme der Produktion mussten die teilweise einsturzgefährdeten Werksgebäude provisorisch instand gesetzt werden. Von den zur Demontage bestimmten Gebäuden des BMW-Flugmotorenwerkes Dürrerhof wurden hierfür industriell gefertigte Normbauteile abgebaut und im Automobilwerk wiederverwendet. Mehr als 20 Blindgänger mussten im Werksgelände und der Umgebung entschärft werden. Der Wiederaufbau des Werkes zog sich in mehreren Etappen noch bis in die Mitte der 1950er Jahre hin.
Da sich praktisch noch niemand ein Auto leisten konnte, wurden zuerst Haushaltsartikel (Kochtöpfe, Kohleneimer, Briefkästen) sowie Möbel und Leiterwagen mit Stahlspeichen-Rädern angefertigt. Danach wurde eine Reihe der alten BMW-Modelle praktisch unverändert oder überarbeitet weitergebaut. Zwischen 1945 und dem Produktionsende 1950 baute das Werk fast 9.000 BMW 321.
1948 wurde aus dem BMW 326 der BMW 340 entwickelt. Dieser wurde in den folgenden Jahren noch weiterentwickelt als EMW 340-2 und auch als Kombi-Version in kleinen Stückzahlen gebaut. Von 1949 bis zum Produktionsende 1955 produzierte das Werk mehr als 21.200 Exemplare der Typen 340 und 340-2. Nachfolgemodelle des EMW 340, die auch einen Sechszylinder-Viertaktmotor gehabt hätten und bereits als Prototypen gebaut und teilweise schon auf der Leipziger Automobilausstellung gezeigt worden waren, gingen nicht mehr in Serie, da sie technisch zu aufwendig waren und nicht in das Konzept der damaligen zentralen Planvorgaben passten, die für die DDR eine Fokussierung auf kleinere Zweitakt-PKW vorsahen. 1952 kam zur Serienfertigung der Sportwagen EMW 327 hinzu, der dem BMW 327 entsprach. Bis 1955 wurden etwas mehr als 400 Stück gefertigt. 1952 kam es außerdem zur Fertigung einer Kübelwagen-Kleinserie von 161 Stück des EMW 325/3 (P1). Insgesamt wurden in dem Eisenacher Werk von 1945 bis 1955 etwas mehr als 30.800 Viertaktautos produziert. Ferner baute der Betrieb das Motorrad EMW R 35, zunächst in der Starr-Rahmenversion R 35/2, dann später leicht weiterentwickelt als R 35/3 mit Geradeweg-Hinterradfederung. Zwischen 1945 und dem Produktionsende 1955 baute das Werk 83.000 Stück der R 35, R 35/2 und R 35/3.

### Rennkollektiv und Rallyesportabteilung

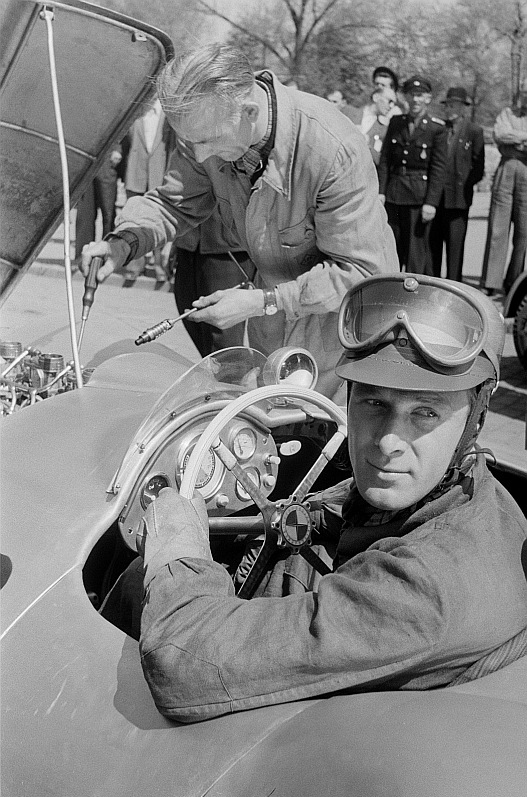
Werksfahrer Paul Thiel und ein Mechaniker, 1954 am Start in Leipzig

Als man 1947 die Entwicklung neuer Fahrzeuge in Angriff nahm, machte man sich auch erste Gedanken über die Weiterführung der schon vor dem Krieg gepflegten Rennsporttradition, als der erfolgreiche BMW 328 Maßstäbe gesetzt hatte. Bei der Entwicklung des BMW 340 entstand unter Chefkonstrukteur Gustaf Apel neben dem Serienfahrzeug 1949 auch der Prototyp eines Roadsters, der BMW 340-1, sowie eines Sportwagens, der BMW 340-S. Speziell für den Rennsport stellte man zudem den stromlinienförmigen BMW S1 und den 2-Liter-Monoposto BMW-Intertyp her. Die Rennwagenkonstruktion bei BMW Eisenach endete 1950 vorläufig, als Apel das Werk verließ.
Nach Ende der Rennsaison 1952 wurde das 1951 gegründete Staatliche Rennkollektiv aus Berlin-Johannisthal in das Eisenacher Motorenwerk verlegt, das kurz zuvor mit aus dem BMW 328 entwickelten Fahrzeugen 1952 einen Sieg auf der AVUS errungen hatte. Im nunmehrigen EMW-Rennkollektiv erfolgte ab 1954 die Neukonstruktion von acht 1,5-Liter-AWE Rennsportwagen, die 1954–56 erfolgreich im Rennwagensport eingesetzt wurden. Mit den Piloten Edgar Barth und Paul Thiel konnten unter anderem beim Eifelrennen 1955 am Nürburgring und in der Formel 2 vielbeachtete Resultate erzielt und durch Arthur Rosenhammer ein Geschwindigkeitsweltrekord über 10 Meilen mit einer Durchschnittsgeschwindigkeit von 229,5 km/h aufgestellt werden. Mit der Teilnahme am Großen Preis von Deutschland 1953 auf dem Nürburgring erfolgte die erste und einzige Teilnahme eines DDR-Rennstalls an einem Rennen zur Automobilweltmeisterschaft. Im April 1957 wurde auf staatlichen Beschluss die Konstruktion von Rennwagen eingestellt und das Rennkollektiv aufgelöst.
Der Rennsport sollte fortan auf Einsätze der Serienfahrzeuge im Rallyesport fokussiert werden. Die frei gewordenen Fachkräfte und Kapazitäten wurden der Entwicklungs- und Versuchsabteilung des AWE zugewiesen, aus der die AWE-Rallyesportabteilung hervorging. Sie bestand bis 1991.

### Von BMW über EMW zu AWE und Zweitaktern
1951 untersagte die Münchener Bayerische Motoren Werke AG den Eisenachern gerichtlich das Führen des Namens BMW. Nach der Rückgabe aus der sowjetischen Verwaltung wurde das Werk 1952 von der DDR verstaatlicht und zunächst in Eisenacher Motorenwerk (EMW) umbenannt. 1953 erhielt das Werk den endgültigen Namen VEB Automobilwerk Eisenach mit dem bekannten Kürzel AWE. Der VEB AWE gehörte zum VEB IFA-Kombinat Pkw Karl-Marx-Stadt, das wiederum Bestandteil des Industrieverband Fahrzeugbau der DDR (IFA) war. Gegen den Willen der Werksleitung wurde die Umstellung der Produktion von größeren Viertaktern auf kleinere Zweitakt-PKW angeordnet, was unter den Beschäftigten als beleidigend empfunden wurde. 1953 wurde die Produktion des Zwickauer IFA F 9 nach Eisenach verlagert. Parallel liefen noch einige Zeit die alten BMW-Modelle weiter.
1955 kam dann der erste „Wartburg“ Typ 311 auf den Markt, ein Wagen der unteren Mittelklasse, der auf dem gleichen Motor und weitestgehend der gleichen Technik basierte wie der F 9. Robustheit, Variantenvielfalt und Formschönheit sicherten ihm dennoch umfangreiche Exporterfolge. Die seinerzeit relativ modernen Fertigungsanlagen mit automatisierter Zylinderblockfertigung waren der Staatsführung im Jahre 1962 eine Verleihung des Nationalpreises für Wissenschaft und Technik wert. Nachdem ein modernes Fahrwerk bereits 1965 eingeführt wurde, erhielt der Wartburg in Gestalt des Typs 353 schließlich auch eine neue, zeitgemäße Karosserie. Da die Projekte, einen Wankelmotor serienreif zu bekommen, scheiterten, wurde weiterhin der Zweitaktmotor verwendet. Dieser hatte sich zwar bewährt, seine prinzipbedingten Nachteile wie hohe Abgasentwicklung und der relativ hohe Kraftstoffverbrauch sollten jedoch in den darauffolgenden Jahren zu erheblichen Schwierigkeiten insbesondere im Export führen. Auch war aus den genannten Gründen an eine Vergrößerung des Hubraums nicht zu denken, lediglich die Leistung wurde 1969 noch einmal geringfügig auf nunmehr 50 PS erhöht. Viele der später von den Konstrukteuren entwickelten Verbesserungen, wie beispielsweise Viertaktmotoren oder neue Fahrzeugmodelle, durften auf staatliche Anordnung hin, wegen Mangel an Finanzmitteln, nie in Serie gehen – der Wagen wurde nur noch in Details weiterentwickelt.

### Wachsende Probleme und langsame Modernisierung

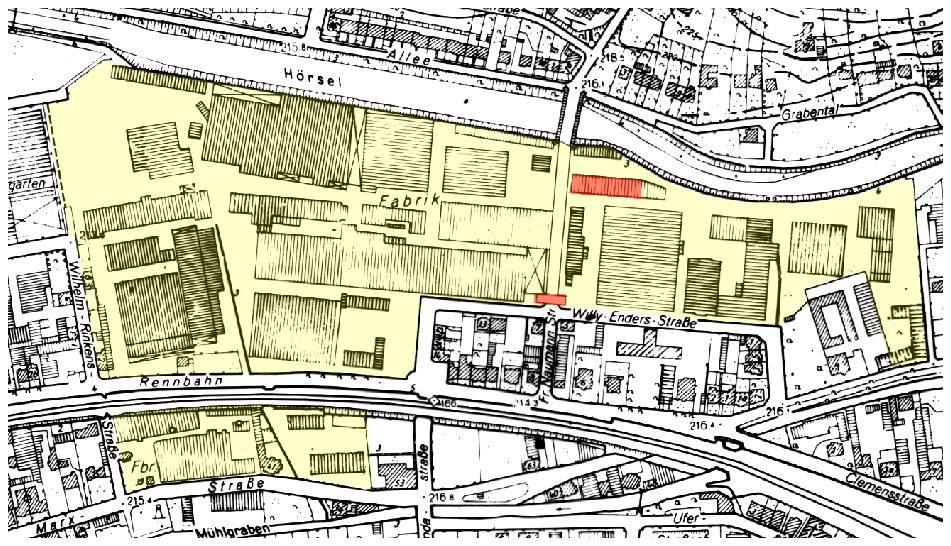
Lageplan der Werksanlagen am Nordrand der Innenstadt

Abgesehen von den politischen Vorgaben geriet für das AWE vor allem seine Lage zum Problem. Eingezwängt zwischen der Innenstadt, dem Bahndamm und der Hörsel bestanden keine Möglichkeiten zur Erweiterung und somit auch nicht zur Steigerung der Produktionskapazitäten. Auch die inzwischen veraltete Bausubstanz konnte mangels Ausweichmöglichkeiten nicht erneuert werden. Die Produktion fand somit auf engstem Raum und über mehrere Etagen statt, wobei der Installation von Maschinen und Anlagen durch die geringen Raummaße und die mangelnde Tragfähigkeit der Gebäudedecken enge Grenzen gesetzt waren. Speziell in den oberen Etagen war fast nur Handarbeit möglich, was die Produktion erheblich verteuerte. Zwar gelang es, das Pressen der Bleche in die Automobilwerke Ludwigsfelde und Zwickau auszulagern, doch erwies sich der hohe Transportaufwand als zu teuer und logistisch nicht besonders zuverlässig.
Daher entstand in den Jahren 1976–84 ein neues Werk mit insgesamt vier Pressenstraßen am westlichen Stadtrand von Eisenach („Eisenach-West“). Damit konnte AWE alle Pressteile in Eigenregie herstellen. Allerdings war wiederum bedingt durch die kleinen Stückzahlen bei gleichzeitiger Notwendigkeit zur kontinuierlichen Produktion ständiges Umrüsten der Pressenstraßen und das Auswechseln der tonnenschweren Werkzeuge erforderlich, was entsprechende Verlustzeiten mit sich brachte. 1967 ging eine Tauchlackieranlage für die Karosserie in Betrieb. 1968 wurde anlässlich 70 Jahre Automobilbau in Eisenach ein Wartburg-Museum mit Automobilausstellung im Zentrum Eisenachs eröffnet.
Trotz aller Umstände konnte die Jahresstückzahl von 34.923 Fahrzeugen 1968 auf über 70.000 Fahrzeuge in den 1980er Jahren mehr als verdoppelt werden. Was mit Blick auf Erzielung einer rationellen, kostengünstigen Produktion und dem damaligen Trend zur Individualmotorisierung immer noch deutlich zu wenig war, zumal zeitweise mehr als zwei Drittel der produzierten Fahrzeuge exportiert wurden. So bauten sich am Binnenmarkt enorme Wartezeiten auf Neuwagen per regulärer Bestellung auf, auch weil der Verkaufspreis aus ideologischen Gründen nicht an die kaufkräftige Nachfrage angepasst werden durfte. Um die Wartezeit abzukürzen, wurden viele Wartburg per Genex mit Westmark gekauft. So wurden 1975 fast genauso viele Wartburg per Genex verkauft (7.300 Stück), wie per reguläre Bestellung mit regulärer Wartezeit (8.941 Stück). Da jedoch nur wenige DDR-Bürger die Möglichkeit hatten, per Genex zu bestellen, sorgte die schlechte Verfügbarkeit gegen DDR-Mark für heftigen Unmut in der Bevölkerung. Daher wurde die Fertigung ab 1984 kurzfristig um 10.000 Einheiten pro Jahr gesteigert. Dies wurde erreicht, indem die Produktion der Rahmen und Fahrgestelle um 1983 an das Kraftfahrzeugwerk Theodor Neubauer in Gotha ausgelagert wurde. Diese Maßnahme zog jedoch einen erheblichen logistischen Aufwand nach sich. Abgesehen vom Transport der vorgefertigten Einzelteile von Eisenach nach Gotha wurden die fertigen Fahrgestelle, die mitsamt aufmontierten Rädern, Auspuff, Getriebe und Motor auf eigens hergestellten Spezialpaletten standen, mit zwei Reichsbahnsonderzügen nach Eisenach-West gebracht. Dort wurden sie zu je sechs Stück bei jedem Wetter mittels Autokran auf spezielle Anhänger geladen und mit Traktoren drei Kilometer weit in die Innenstadt gezogen, wo sie wiederum entladen und mittels Elektrokarren in die Endmontage gezogen wurden.
Als der IFA Mitte der 1980er Jahre von Volkswagen die Lizenz zum Nachbau des im Polo eingesetzten Viertaktmotors EA111 erwarb, kam es noch einmal zu kräftigen Investitionen in Eisenach-West. Weil der Quereinbau des neuen Triebwerks erfolgen musste, war eine umfangreiche Neukonstruktion des Vorderwagens erforderlich, was neben der Motorenfertigung auch ein neues Getriebewerk und eine moderne Karosseriefertigung für den geänderten Vorderwagen bedeutete. Dazu kam eine computergestützte Lackbeschichtungsanlage für 110 Millionen Mark. Das optisch nur wenig veränderte Fahrzeugmodell, das fortan Wartburg 1.3 hieß, ging 1988 in Serie.
Bereits im Juni 1983 wurde über die Zukunft des Werkes mit einem Beschluss der Produktionssteigerung bei gleichzeitiger Komplettsanierung ganzer Fertigungslinien entschieden. Zur komplexen Modernisierung des Werkes wurden laut einer Machbarkeitsstudie der Regierung bis 1995 4,3 Milliarden Mark, davon 852 Millionen Mark an Gebäudeinvestitionen, benötigt. Als Planvorgabe hatte der Betrieb eine jährliche Produktionsmenge von 75.000 Fahrzeugen im Jahr bei gleichzeitig sinkender Beschäftigtenzahl zu leisten. Dazu kam es aber nicht, stattdessen wurde ab 1984 das VW-Projekt umgesetzt, das mit 7,3 Mrd. Mark noch wesentlich kostspieliger war, selbst wenn man die Eigenentwicklung eines Viertaktmotors mit einrechnet.

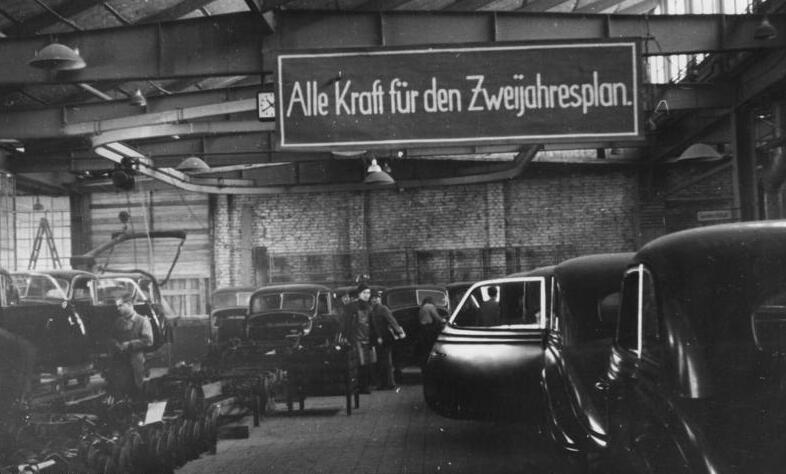
Montagehalle 1948
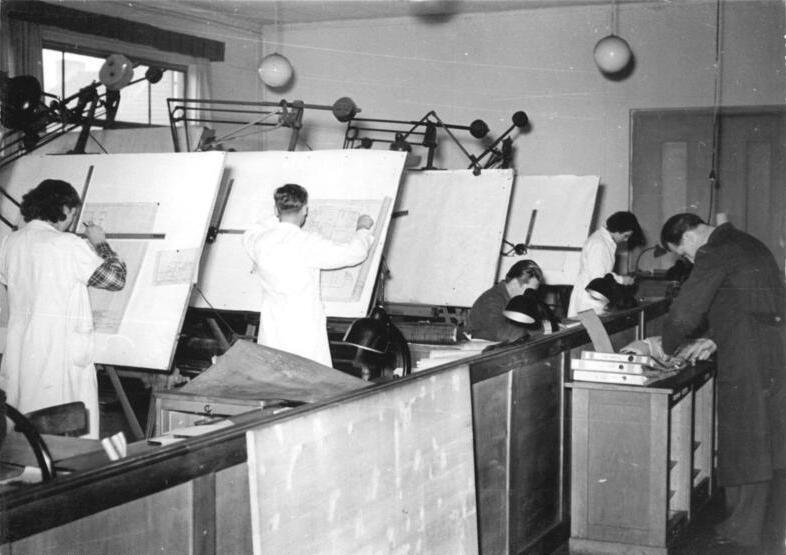
Ingenieure am Reißbrett
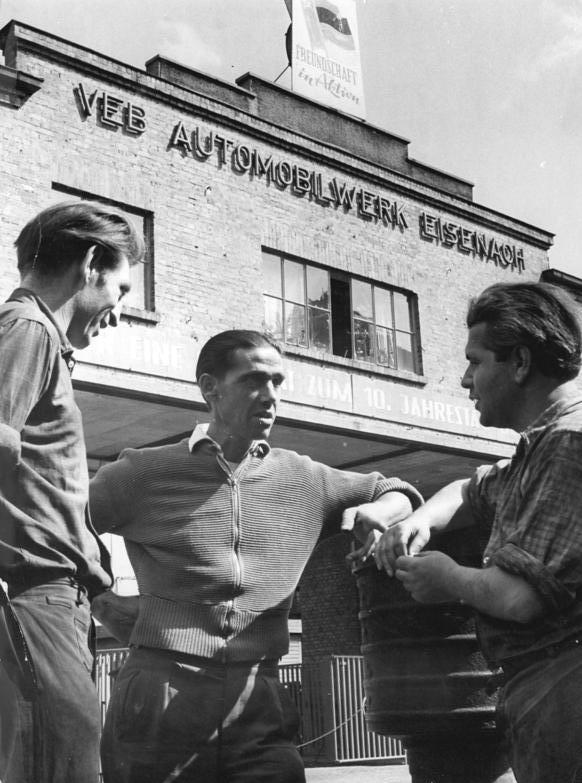
Haupttor
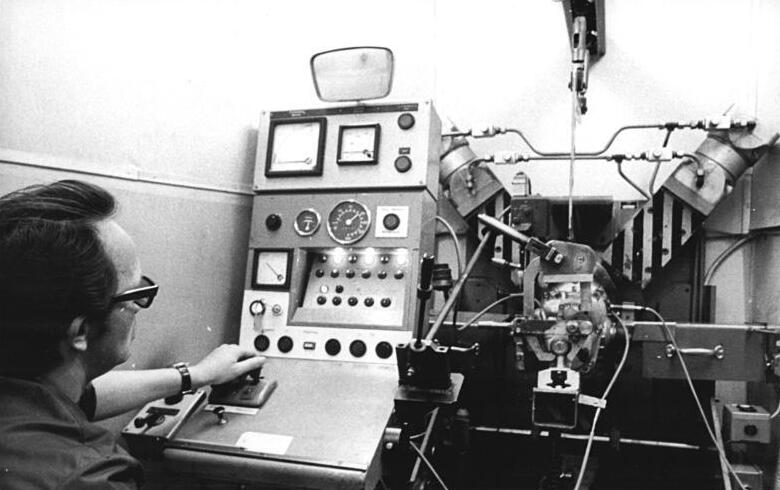
Getriebeprüfstand
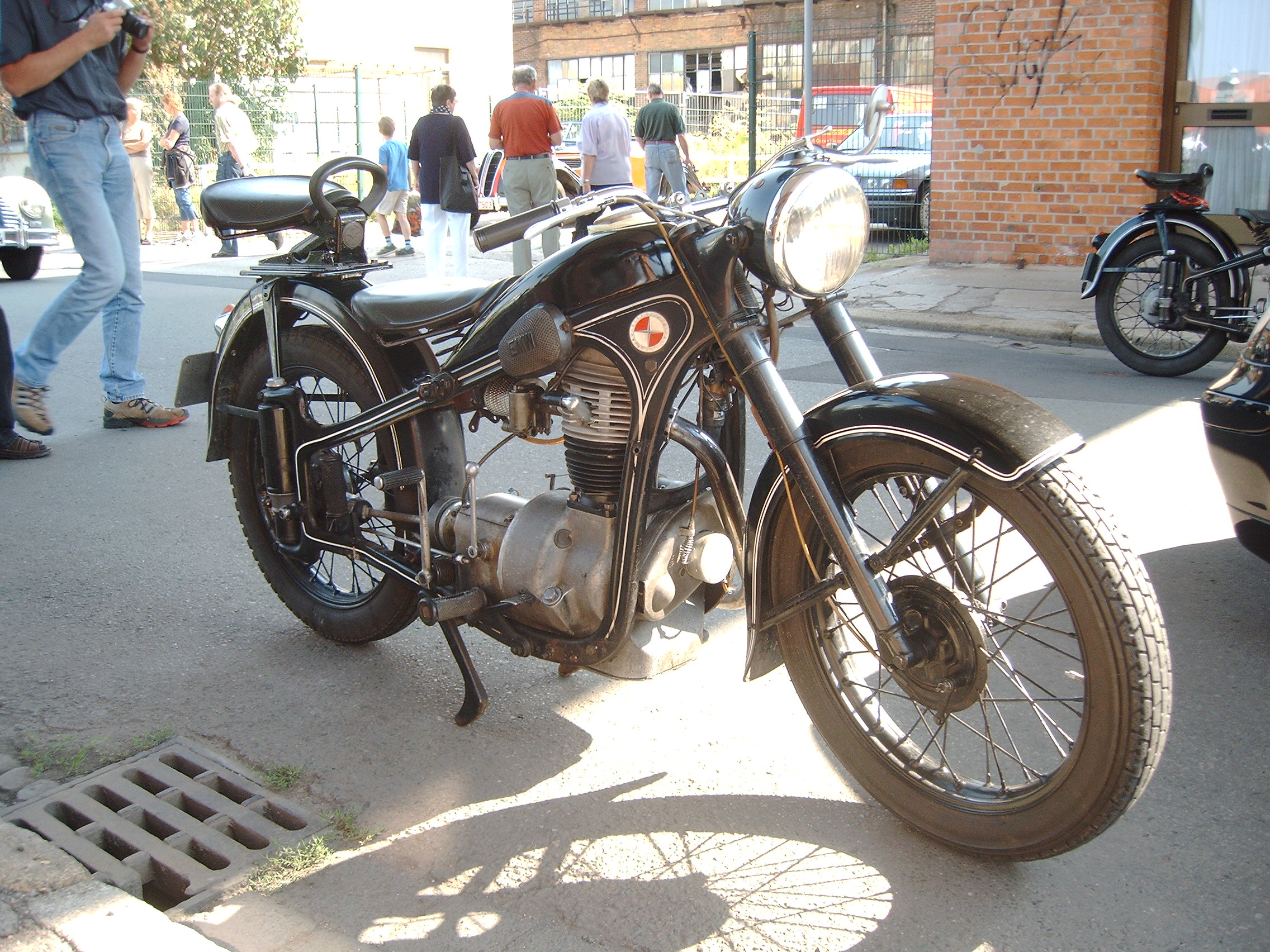
EMW R 35 mit Hinterradfederung
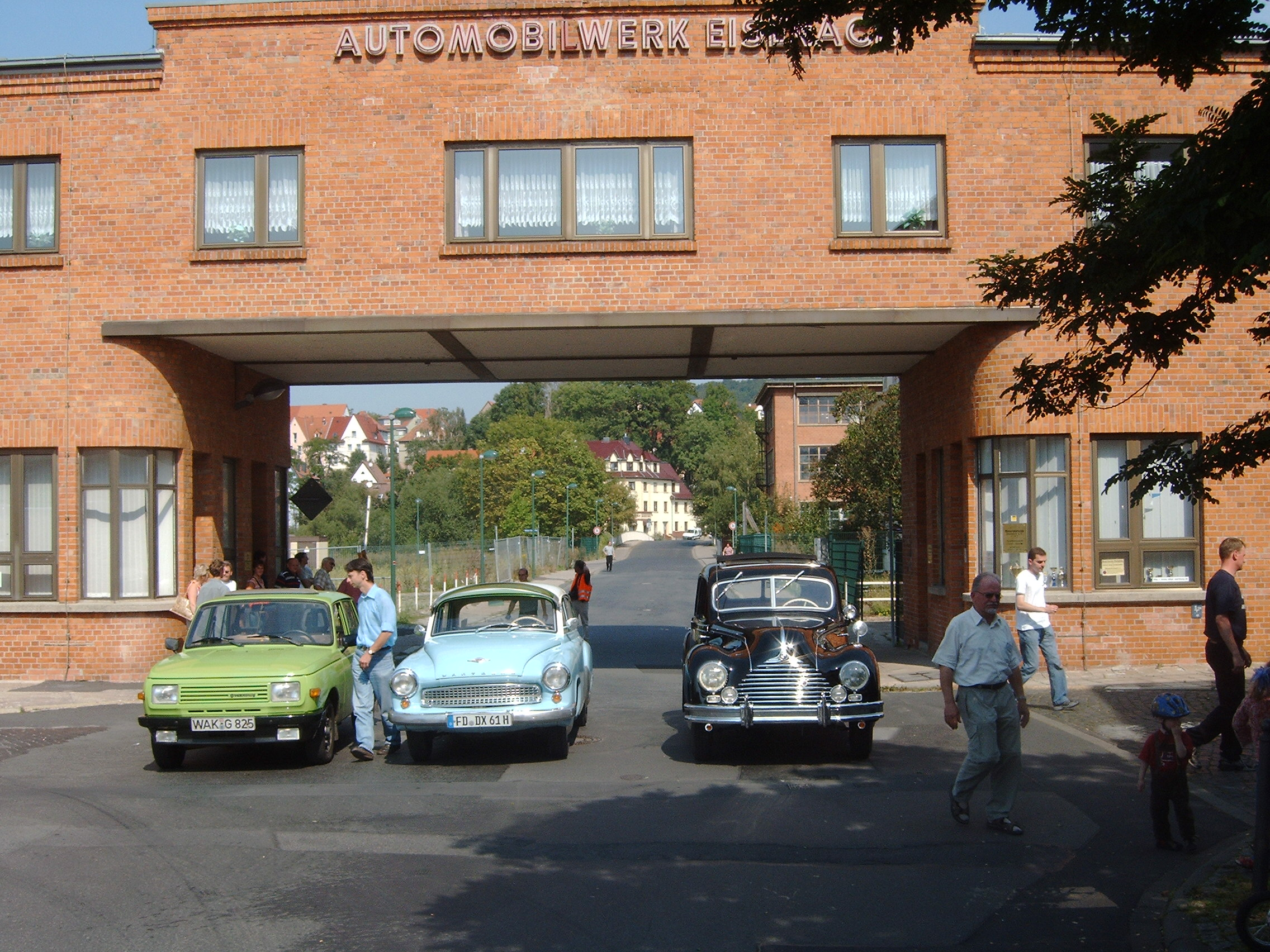
Wartburg 353 und 311 sowie ein EMW 340 am alten Haupttor des AWE-Werksgeländes in Eisenach
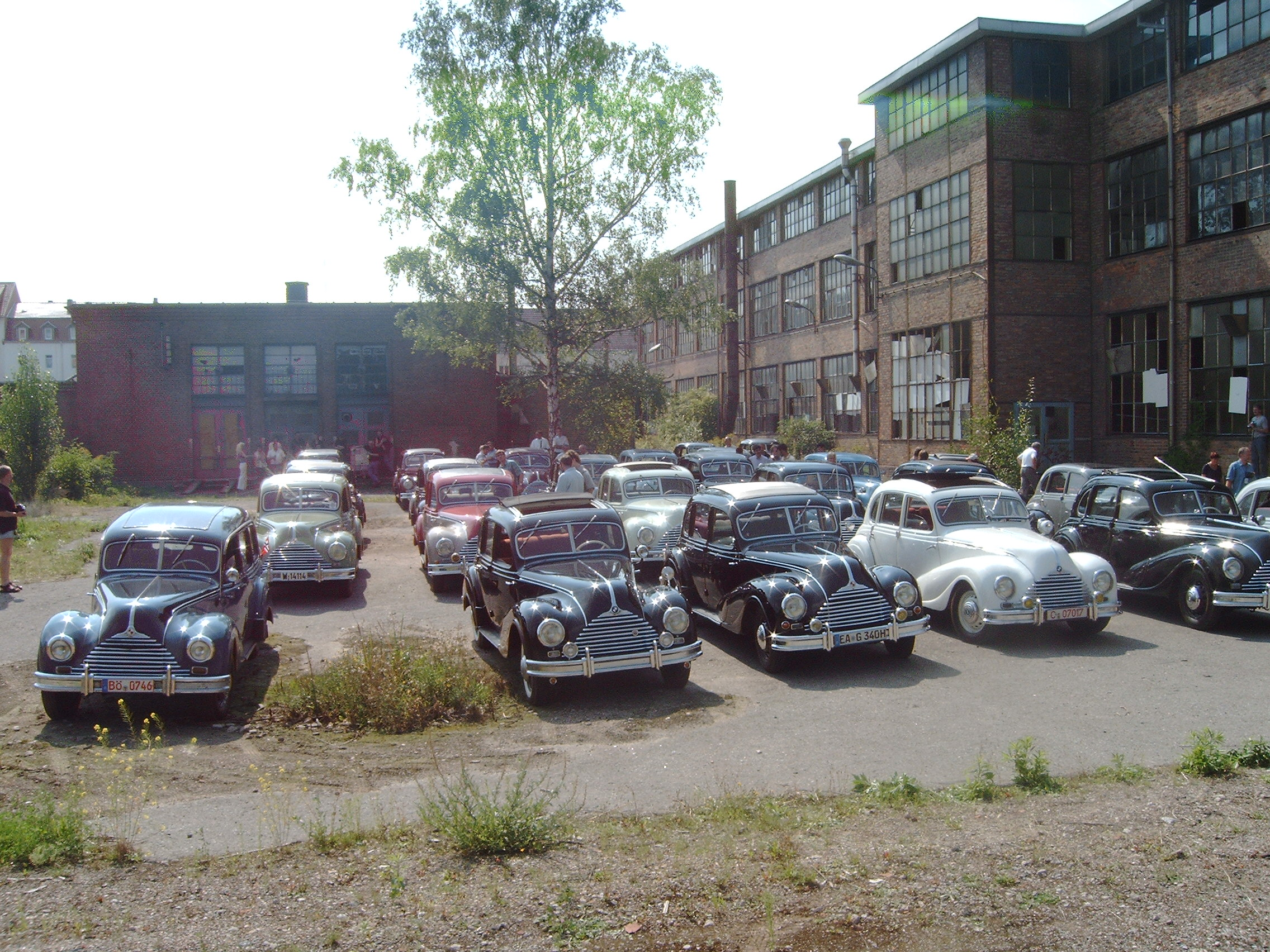
Über 20 BMW und EMW 340 auf dem alten Werksgelände, vorn links ein seltener Kombi
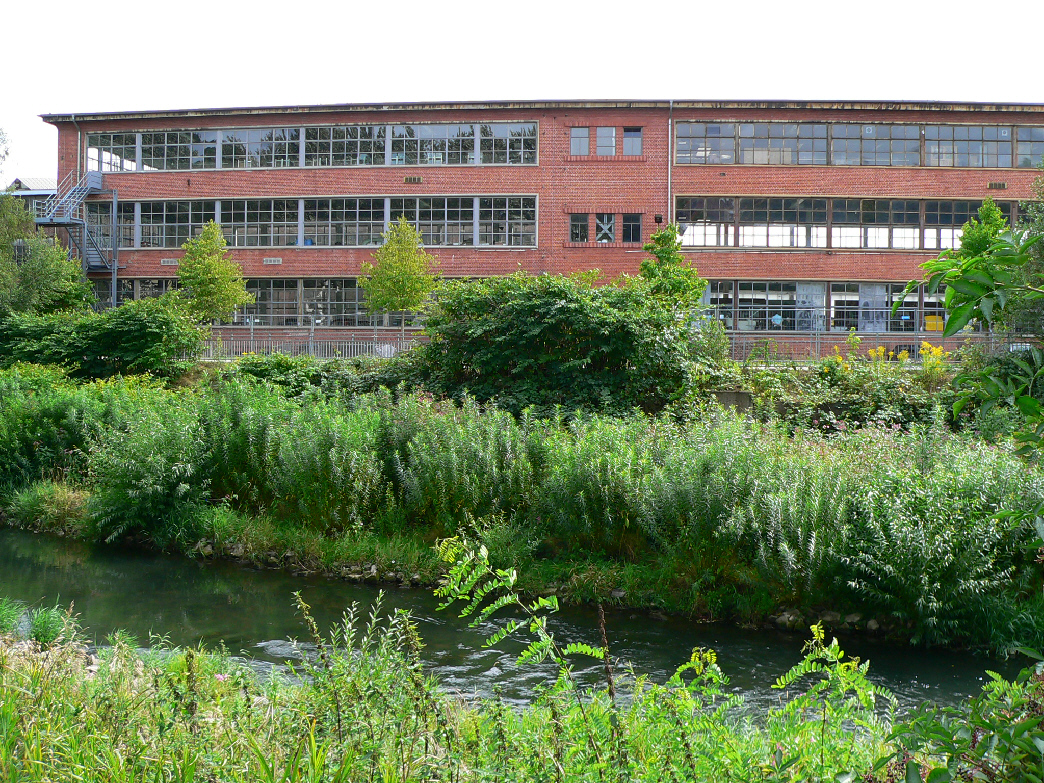
Ehemaliges Werksgebäude O2, heute Automobile Welt Eisenach

### Das Ende des AWE und die Zeit danach
Am 11. März 1990 wurde in Eisenach das Joint-Venture Unternehmen Opel-AWE-PKW GmbH gegründet. Der Aufbau dieses späteren Opelwerkes erfolgte in dem in den 1980er Jahren errichteten AWE-Betriebsteil im Westen der Wartburgstadt. Am 5. Oktober 1990 wurde gemeinsam mit dem damaligen Automobilwerk Eisenach eine Montagelinie für den Opel Vectra eröffnet. Ehrengast der feierlichen Inbetriebnahme war Bundeskanzler Helmut Kohl.
Am 18. Mai 1990 unternahm die Eisenacher Werksleitung mit Zustimmung der staatlichen Behörden der DDR weitere Schritte zur Privatisierung des Unternehmens; es kam zur Gründung der Automobilwerk Eisenach GmbH mit einem Stammkapital von 400 Mio Mark. Zunächst war man noch zuversichtlich, die mit Viertaktmotoren ausgelieferten Wartburg 1.3 als Limousine und Pickup-Variante wirtschaftlich erfolgreich produzieren zu können. Für den Wartburg Tourist 1.3 stellte der Karosserie- und Umbauspezialist Karmann aus Osnabrück eine erste modifizierte Variante vor. Zeitgleich präsentierte die Firma Irmscher Automobilbau einen als Wartburg New Line bezeichneten Prototyp; wesentliche Neuerungen betrafen Karosserie und Technik. Nachdem jedoch die Kosten für die Serienproduktion nach der Währungsreform explodiert waren, gab es im Juli 1990 die Maßgabe, eine deutliche Kostensenkung herbeizuführen; Ziel war eine Einsparung von 30 Prozent. Die meisten Zulieferbetriebe des AWE kamen dem Wunsch auch nach. Als jedoch mit der D-Mark-Einführung die Nachfrage nach dem Wartburg 1.3 zusammengebrochen war, kam auch das Aus für das AWE mit seinen technisch überholten Produktionsmethoden und Produkten.
Weitere Teile der hochqualifizierten Belegschaft konnten noch 1990 in Filial- und Nachfolgeunternehmen, die in Eisenach dank staatlicher Fördergelder aufgebaut wurden, übernommen werden. Zu diesen gehören Johnson Controls (Sitzefertigung), Benteler AG (Pressteilefertigung), der Getriebehersteller MITEC Automotive AG und die Hörmann Industrietechnik GmbH als Dienstleister der Fertigungstechnik.
Am 21. Januar 1991 verfügte die Treuhandanstalt die Einstellung der Produktion im Automobilwerk Eisenach GmbH. Umgehend wurden 4.500 Mitarbeiter in Kurzarbeit-Null entlassen.
Eine als Liquidator eingesetzte Kanzlei stellte alle Vermögenswerte und Verbindlichkeiten fest und setzte einen von der Treuhand vorbereiteten Masterplan zur schrittweisen Auflösung des Werkes um. Spontane Demonstrationen in der Stadt für den Erhalt des Werkes waren die Folge, bis hin zu einer von AWE-Beschäftigten, Betriebsrat und IG Metall organisierten vollständigen Blockade der Autobahn 4 an der Auffahrt Eisenach-West am 25. Januar. Am 10. April 1991 rollte der letzte Wartburg 1.3 vom Band.
Bis Mitte der 1990er-Jahre wurden auf dem westlichen AWE-Gelände bereits mehrere Gebäude an Nachfolgeunternehmen verkauft. Die beiden Kraftwerke, das Rechenzentrum und die Mehrzahl der Fertigungs- und Verwaltungsgebäude in der Innenstadt wurden planmäßig abgerissen. Seit 1995 stehen das einstige Torhaus, die ehemalige Ostkantine sowie die Fertigungsgebäude O1, O2, G und G1 unter Denkmalschutz. In wesentlichen Teilen blieben auch das AWE-Klubhaus und die einstige Poliklinik erhalten. Nach jahrelangem Ringen um den Erhalt der denkmalgeschützten Gebäude konnte auf dem früheren Werksgelände am 4. Juni 2005 das technische Museum automobile welt eisenach eröffnen. Das an der Friedrich-Naumann-Straße 10 befindliche Gebäude O2 beherbergt nun Fahrzeuge und Motorräder aus der über hundertjährigen Fahrzeugproduktion in Eisenach. Im Museum sind unter anderem der Wartburg-Motorwagen von 1899, ein Doppelphaeton von 1910, ein Dixi von 1928, ein Wartburg Sport von 1958 und viele andere Ausstellungsstücke zu besichtigen.

### Direktoren des AWE
Erster namentlich bekannter Werksleiter nach dem Ende des Krieges war der in Treuhänderschaft der Thüringer Landesregierung am 15. September 1945 eingesetzte BMW-Mitarbeiter Alfred Schmarje. Die sowjetische Militärverwaltung setzte den Awtowelo-Generaldirektor Konstantinov und den für technische Belange des Werkes zuständigen Oberingenieur Mussruschin ein. 1955 übernahm Martin Zimmermann die Aufgabe des Betriebsdirektors, ihm folgten im September 1968 Wilhelm Helbach und 1979 Dankward Fehr. Als letzter Betriebsdirektor wurde im Dezember 1987 Wolfram Liedtke eingesetzt, dieser übergab das Automobilwerk entsprechend den Verhandlungen mit Vertretern aus Politik und Treuhandanstalt an den eingesetzten Liquidator. An der Seite der Werksdirektoren wurden auch in raschem Wechsel 15 Betriebsparteisekretäre eingesetzt; lediglich Günter Irrgang blieb länger als drei Jahre im Amt (1980–1991).

## Produktionsstatistik

### Die Automobilproduktion des VEB Automobilwerk Eisenach und seiner Vorgänger von 1898 bis 1991
| Zeitraum         | Typ                                                                               | Produktion (Fahrzeuge) |
| ---------------- | --------------------------------------------------------------------------------- | ---------------------- |
| 1898–1903        | Wartburg-Motorwagen                                                               | ca. 250                |
| 1904–1927        | Dixi-PKW                                                                          | 6.090                  |
| 1907–1927        | Dixi-LKW                                                                          | 2.622                  |
| 1907–1928        | Dixi-Kleinwagen Dixi 3/15                                                         | 9.308                  |
| 1929–1942        | BMW 3/15, 3/20, 303, 309, 315, 319, 319/1, 329, 320, 321, 325, 326, 327, 328, 335 | 78.768                 |
| 1945–1950        | Nachkriegs-BMW 321                                                                | 8.996                  |
| 1945–1946        | Nachkriegs-BMW 326                                                                | 16                     |
| 1952–1955        | BMW / EMW 327-1, 327-2, 327-3                                                     | 505                    |
| 1949–1955        | BMW / EMW 340, 340-1, 340-2                                                       | 21.083                 |
| 1952             | Kübelwagen IFA EMW 325-3                                                          | 166                    |
| 1953–1956        | IFA F 9                                                                           | 38.782                 |
| 1955–1965        | Wartburg 311/Wartburg 312                                                         | 258.928                |
| 1957–1960        | Wartburg-Sport 313-1                                                              | 469                    |
| 1965–1966        | Wartburg 312-1                                                                    | 33.759                 |
| 1966–1975        | Wartburg 353                                                                      | 356.330                |
| 1975–1988        | Wartburg 353 W                                                                    | 868.860                |
| 1988–1991        | Wartburg 1.3                                                                      | 152.775                |
| Gesamtproduktion | Gesamtproduktion                                                                  | 1.837.707              |

#### Aufschlüsselung der Produktion von Wartburg-Fahrzeugen von 1955 bis 1991
Herstellungsorte: Werk Eisenach und die Karosseriewerke Halle und Dresden
| Baumuster     | Modelljahr | Anzahl |
| ------------- | ---------- | ------ |
| 311           | 1955       | 00.162 |
| 311           | 1956       | 14.223 |
| 311 und 313-1 | 1957       | 23.285 |
| 311 und 313-1 | 1958       | 24.326 |
| 311 und 313-1 | 1959       | 29.020 |
| 311 und 313-1 | 1960       | 28.801 |
| 311           | 1961       | 30.232 |
| 311-1000      | 1962       | 26.209 |
| 311-1000      | 1963       | 30.003 |
| 311-1000      | 1964       | 31.998 |
| 311-1000      | 1965       | 20.669 |
| 312           | 1965       | 11.035 |
| 312           | 1966       | 18.570 |
| 312           | 1967       | 04.142 |
| 353           | 1966       | 14.005 |
| 353           | 1967       | 30.438 |
| 353           | 1968       | 34.873 |
| 353           | 1969       | 37.447 |
| 353           | 1970       | 40.411 |
| 353           | 1971       | 43.200 |
| 353           | 1972       | 45.676 |
| 353           | 1973       | 48.470 |
| 353           | 1974       | 51.813 |
| 353           | 1975       | 09.997 |
| 353 W         | 1975       | 44.043 |
| 353 W         | 1976       | 55.510 |
| 353 W         | 1977       | 57.565 |
| 353 W         | 1978       | 58.732 |
| 353 W         | 1979       | 56.318 |
| 353 W         | 1980       | 58.325 |
| 353 W         | 1981       | 60.133 |
| 353 W         | 1982       | 61.300 |
| 353 W         | 1983       | 64.000 |
| 353 W         | 1984       | 72.000 |
| 353 W         | 1985       | 74.000 |
| 353 W         | 1986       | 74.231 |
| 353 W         | 1987       | 71.520 |
| 353 W         | 1988       | 59.992 |
| 353 W         | 1989       | 01.191 |
| 1.3           | 1988       | 12.303 |
| 1.3           | 1989       | 70.204 |
| 1.3           | 1990       | 63.068 |
| 1.3           | 1991       | 07.200 |

### Die Motorradproduktion des VEB Automobilwerk Eisenach und seiner Vorgänger von 1930 bis 1955
Für die ersten Produktionsjahre sind keine Zahlen bekannt.
| Modell                            | Anzahl     |
| --------------------------------- | ---------- |
| Schweres Seitenwagenkrad BMW R 75 | 18.440     |
| BMW/EMW R 35                      | ca. 83.000 |

Zum 1. Januar 2025 waren in Deutschland noch 3531 im Automobilwerk Eisenach hergestellte Krafträder zum Straßenverkehr zugelassen, was einem Anteil von 0,1 Prozent entspricht.